# Acció Catalana
Acció Catalana (Action catalane) est un parti politique catalaniste fondé en 1922 et issu d'une scission de la Lliga Regionalista.

## Histoire
Acció catalana est fondée au cours de la Conférence nationale catalane, une assemblée politique célébrée les 4 et 5 juin 1922 à Barcelone par des éléments dissidents du groupe Joventut Nacionalista (Jeunesse nationaliste) de la Lliga, d'anciens membres de l'Unió Federal Nacionalista Republicana ainsi que d'autres jeunes intellectuels indépendants.
La scission est motivée par une divergence d'avec l'action politique de la Lliga, considérée comme excessivement opportuniste à la suite de la collaboration de Francesc Cambó avec le régime monarchique et sa participation au gouvernement central d'Antonio Maura. Le parti défend une posture idéologique nationaliste et l'autonomie des régions dans un modèle d'État fédéral. Sa fondation marque le début d'une phase de réorientation vers la gauche du catalanisme,.
Son premier comité central est formé par : Jaume Bofill i Mates (président), Lluís Nicolau d'Olwer (vice-président), Antoni Rovira i Virgili (vice-président), Carles Jordà i Fages, Ramon d'Abadal i de Vinyals et Leandre Cervera i Astor. D'autres membres importants du parti à ses débuts sont Manuel Raventós, Manuel Carrasco i Formiguera, Alexandre Plana et Martí Esteve.
Acció Catalana obtient d'excellents résultats aux premières élections auxquelles il participe, obtenant cinq députés à la Mancommunauté de Catalogne (trois à Barcelone, un à Vilanova[Lequel ?]-Sant Feliu et un dernier à Olot-Puigcerdà).
Durant l'été 1923, le parti conclut un pacte avec les nationalistes basques et galiciens.
Durant la dictature de Primo de Rivera, Acció Catalana fait l'acquisition du journal La Publicidad, qu'il rebaptise La Publicitat, dans lequel la langue catalane devient exclusive et qu'il transforme en son principal organe d'expression. Le parti publie également les revues Nau et Acció Catalana, cette dernière comptant avec la participation de prestigieux intellectuels du moment.

## Scission et réunification
En 1928, en raison d'un engagement républicain des autres secteurs jugé insuffisant, Rovira i Virgili, Leandre Cervera et Macià Mallol quittent le parti et fondent Acció Republicana de Catalunya.
À la chute de la dictature, les deux partis participent à l'accord de Saint-Sébastien en vue de l'instauration d'une république. Lluís Nicolau d'Olwer est nommé membre du gouvernement provisoire de la République espagnole présidé clandestinement par Niceto Alcalá-Zamora. En mars 1931, les deux groupes fusionnent à nouveau sous le nom de Partit Catalanista Republicà, rebaptisé Acció Catalana Republicana en 1933,.
Toutefois, le parti n'obtient pas de résultat électoraux significatif durant la Seconde République et une grande partie de ses militants rejoignent Esquerra Republicana de Catalunya. Acció Catalana participe néanmoins au gouvernement de la Generalitat catalane entre 1936 et 1939.